# Мюллер, Софи
Софи Мюллер (род. 31 января 1962) — британский клипмейкер, известная благодаря созданным видеоклипам для Софи Эллис-Бекстор, No Doubt, Garbage, Blur, Энни Леннокс, Eurythmics, Shakira и других. Софи Мюллер является лауреатом премии «Грэмми» (1992 год, видеоальбом Diva Энни Леннокс).

## Биография
Софи Мюллер родилась в Лондоне, но детство провела на Острове Мэн. Отучившись в средней школе, она вернулась в Лондон, где прошла обучение в Центральном Колледже искусства и дизайна им. Святого Мартина, где получила диплом в области искусства. Далее она продолжила образование в Королевском Колледже Искусств, где получила степень магистра.

## Карьера
Хочу сказать, что Софи Мюллер - гений. Софи Мюллер - одна из моих самых талантливых друзей. Она может работать и работает только с теми проектами, которые вдохновляют её. Ей движет творчество и любовь к тому, что она делает, и в результате она никогда не идёт на компромисс. Я считаю её настоящим художником. Я была поклонником Софи ещё задолго до того, как представляла, что смогу работать с ней. У неё очень чёткий стиль и вкус, который привлекает меня. Я думаю, что у неё есть дар выявлять индивидуальность, эмоции и стиль музыканта. После того, как я впервые поработала с ней над нашим видеоклипом "Don't Speak", мы стали близкими друзьями [...]. Во время съёмок она ведёт себя скромно и просто, но она знает, чего хочет, и добивается этого. Положение женщины-руководителя в мире производства видеоклипов, где правят мужчины , делает весь опыт работы ещё более увлекательным. [...] Она делает так, чтобы каждый отрезок клипа имел смысл и значение. Её клипы живут собственной жизнью и становятся лучше после каждого нового просмотра. — Гвен Стефани
Первый опыт Софи Мюллер в киноиндустрии связан с работой в качестве ассистента на съёмках фильма ужасов 1984 года В компании волков. Карьерный прорыв Мюллер связан со встречей с Джоном Стюартом (братом музыканта Дэйва Стюарта из Eurythmics) и Билли Поведой, директором кинокомпании Oil Factory.
Софи Мюллер сняла более сотни видеоклипов, среди них работы для таких музыкантов и групп как No Doubt, Софи Эллис-Бекстор, Garbage, Blur, Энни Леннокс и Eurythmics. За видеоальбом Энни Леннокс Diva Софи Мюллер получила премию Грэмми в 1993 году. Клип Леннокс авторства Мюллер «Why» получил награду MTV Video Music Award. Ранее Софи Мюллер была номинирована на «Грэмми» в 1987 году за видеоальбом Eurythmics Savage. Всего Софи Мюллер срежиссировала более 20 видеоклипов для Энни Леннокс и Eurythmics.
В 90х-2000-х годах Софи Мюллер активно сотрудничала с No Doubt (7 видеоклипов) и солисткой этой группы Гвен Стефани, когда та начала сольную карьеру (6 видеоклипов). Видео No Doubt «Don't Speak» получило награду на MTV Video Music Awards 1997 в категории Лучшее видео группы.
В 2004 году Мюллер сняла видеоклип «World on Fire» для Сары Маклахлан, который был не просто музыкальным видео, а социально направленным посланием; стоимость клипа составила всего 15 долларов, собранные с продажи сингла 150000 долларов были направлены на благотворительность. Из последних работ Софи Мюллер — видеоклипы Шакиры, Maroon 5 Мики, Kings of Leon, Брэндона Флауэрса и Dixie Chicks.

## Видеография
1982
- Eurythmics — «The Walk» (редакторская работа)

1987
- Eurythmics — «Beethoven (I Love to Listen to)»
- Eurythmics — «I Need a Man»

1988
- Eurythmics — «You Have Placed a Chill in My Heart»
- Eurythmics — «Brand New Day»
- Eurythmics — «Do You Want to Break Up?»
- Eurythmics — «Heaven»
- Eurythmics — «I Need You»
- Eurythmics — «Put the Blame on Me»
- Eurythmics — «Savage»
- Eurythmics — «Wide Eyed Girl»
- Sade — «Nothing Can Come Between Us»
- Sade — «Turn My Back on You»
- Sade — «Love Is Stronger Than Pride»
- Shakespears Sister — «Break My Heart»
- Shakespear’s Sister — «Heroine»
- Энни Леннокс featuring Al Green — «Put a Little Love in Your Heart»

1989
- Shakespears Sister — «You’re History»
- Shakespears Sister — «Run Silent»
- Сара Брайтман — «Anything but Lonely»
- Eurythmics — «Don't Ask Me Why»

1990
- Eurythmics — «Angel»
- Джулия Фордэм — «Lock and Key»
- Шинейд О’Коннор — «The Emperor’s New Clothes»

1991
- Нэнси Гриффит — «Late Night Grande Hotel»
- World Party — «Thank You World»
- Curve — «Coast Is Clear»
- Shakespears Sister — «Goodbye Cruel World»

1992
- Annie Lennox — «Why»
- Annie Lennox — «Precious»
- Annie Lennox — «Cold»
- Annie Lennox — «Money Can’t Buy It»
- Annie Lennox — «Legend in My Living Roon»
- Annie Lennox — «The Gift»
- Annie Lennox — «Primitive»
- Annie Lennox — «Keep Young and Beautiful»
- Annie Lennox — «Walking on Broken Glass»
- Annie Lennox — «Love Song for a Vampire»
- Annie Lennox — «Little Bird»
- Shakespears Sister — «Stay»
- Shakespears Sister — «I Don’t Care»
- Shakespears Sister — «Hello (Turn Your Radio On)»
- Vegas — «Possessed»
- Sade — «No Ordinary Love»
- Curve — «Fait Accompli»
- Aaron Neville — «Somewhere, Someday»

1993
- Бьорк — «Venus as a Boy»

1994
- Hole — «Miss World»
- The Jesus and Mary Chain Featuring Hope Sandoval — «Sometimes Always»
- The Jesus and Mary Chain — «Come On»
- Sparks — «When Do I Get to Sing My Way?»

1995
- Sophie B. Hawkins — «As I Lay Me Down»
- Sparks — «When I Kiss You»
- Stone Roses — «Ten Storey Love Song»
- Lisa Loeb & Nine Stories — «Do You Sleep?»
- Джефф Бакли — «So Real»
- Weezer — «Say It Ain't So»

1996
- The Cure — «The 13th»
- Kè — «Strange World»
- Gary Barlow — «Forever Love»
- Shakespears Sister — «I Can Drive»
- No Doubt — «Don't Speak»
- No Doubt — «Excuse Me Mr.»
- No Doubt — «Sunday Morning»
- The Lightning Seeds — «What If…»

1997
- Blur — «Beetlebum»
- Blur — «On Your Own»
- Blur — «Song 2»
- Maxwell — «Whenever, Wherever, Whatever»
- Curve — «Chinese Burn»
- No Doubt — «Hey You»
- No Doubt — «Oi to the World»

1998
- James Iha — «Be Strong Now»
- Maxwell — «Luxury: Cococure»
- Sparklehorse — «Sick Of Goodbyes»
- Garbage — «When I Grow Up»
- Garbage — «The Trick Is to Keep Breathing» (live version)
- Rufus Wainwright — «April Fools»

1999
- Blur — «Tender»
- Шинейд О’Коннор — «Chiquitita»
- Natalie Merchant Featuring N'dea Davenport — «Break Your Heart»
- Sparklehorse — «Pig»
- Manic Street Preachers — «You Stole the Sun from My Heart»
- Garbage — «When I Grow Up» (U.S. version)
- Semisonic — «Secret Smile»
- The Cardigans — «Hanging Around»
- Sarah McLachlan — «Possession» (American version)
- Sarah McLachlan — «I Will Remember You»
- Emiliana Torrini — «To Be Free»
- Бет Ортон — «Central Reservation»
- Sarah McLachlan — «Ice Cream»
- Supergrass — «Mary»

2000
- No Doubt — «Simple Kind of Life»
- Ute Lemper — «The Case Continues»
- Doves — «Catch The Sun»
- Bentley Rhythm Ace — «How’d I Do Dat?»
- Alisha's Attic — «Push It All Aside»
- Alisha’s Attic — «Pretender Got My Heart»
- JJ72 — «Oxygen»
- PJ Harvey — «Good Fortune»
- Sade — «By Your Side»
- Coldplay — «Trouble»
- Jamelia — «Boy Next Door»[6]

2001
- Turin Brakes — «The Door»
- Sade — «King of Sorrow»
- Turin Brakes — «Underdog (Save Me)»
- No Doubt — «Bathwater»
- PJ Harvey — «A Place Called Home»
- Nelly Furtado — «Turn off the Light»
- Sophie Ellis-Bextor — «Take Me Home»
- PJ Harvey — «This Is Love»
- Radiohead — «I Might Be Wrong»
- Sophie Ellis-Bextor — «Murder on the Dancefloor»

2002
- Amy Studt — «Just a Little Girl»
- Sophie Ellis-Bextor — «Move This Mountain»
- Sugababes — «Freak Like Me»
- Coldplay — «In My Place»
- Amy Studt — «Misfit»
- The Beu Sisters — «I Was Only 17»
- Sparta — «Cut Your Ribbon»
- Pink — «Family Portrait»
- No Doubt (featuring Lady Saw) — «Underneath It All»
- Sophie Ellis-Bextor — «Music Gets the Best of Me»

2003
- Nickel Creek — «Speak»
- Dolly Parton — «I’m Gone»
- Dido — «Life for Rent»
- Pink — «Trouble»
- The Raveonettes — «That Great Love Sound»
- Sophie Ellis-Bextor — «I Won't Change You» [co-produced]

2004
- Dixie Chicks — «Top of the World»
- The Killers — «Mr. Brightside»
- Sixpence None the Richer — «Don’t Dream It’s Over»
- Maroon 5 — «This Love»
- Maroon 5 — «She Will Be Loved»
- Nelly Furtado — «Try»
- Mindy Smith — «Come to Jesus»
- Sarah McLachlan — «World on Fire»
- Sarah McLachlan — «Stupid»
- The Strokes — «The End Has No End»
- Natasha Bedingfield — «These Words» (UK version)
- Ванесса Карлтон — «White Houses»
- Loretta Lynn Featuring Jack White — «Portland, Oregon»

2005
- KT Tunstall — «Black Horse and the Cherry Tree»
- Garbage — «Why Do You Love Me»
- Garbage — «Bleed Like Me»
- Garbage — «Sex Is Not the Enemy»
- Garbage — «Run Baby Run»
- Gwen Stefani — «Cool»
- Coldplay — «Fix You»
- Faith Hill Featuring Tim McGraw — «Like We Never Loved at All»
- Gwen Stefani — «Luxurious»
- Gwen Stefani — «Serious»
- Gwen Stefani — «The Real Thing»
- Gwen Stefani — «Crash»

2006
- Shakira featuring Wyclef Jean — «Hips Don't Lie»
- Dixie Chicks — «Not Ready to Make Nice»
- She Wants Revenge — «These Things»
- Faith Hill — «Stealing Kisses»
- Lily Allen — «Smile»
- Beyoncé featuring Jay-Z — «Deja Vu»
- Beyoncé — «Ring the Alarm»
- The Raconteurs — «Level»
- Gwen Stefani — «Wind It Up»
- Siobhán Donaghy — «Don’t Give It Up»

2007
- Sophie Ellis-Bextor — «Catch You»
- Mika — «Grace Kelly»
- Gwen Stefani — «4 in the Morning»
- Mika — «Love Today»
- Rufus Wainwright — «Going to a Town»
- Garbage — «Tell Me Where It Hurts»
- Sophie Ellis-Bextor — «Today the Sun's on Us»
- Maroon 5 — «Won't Go Home Without You»
- Gwen Stefani — «Early Winter»

2008
- The Kills — «U.R.A. Fever»
- The Kills — «Cheap and Cheerful»
- Leona Lewis — «Better in Time»
- Leona Lewis — «Footprints in the Sand»
- The Ting Tings — «That's Not My Name»
- Gavin Rossdale — «Love Remains the Same»
- Kings of Leon — «Sex on Fire»
- Cold War Kids — «Something is Not Right With Me»
- Duffy — «Stepping Stone»
- Sarah McLachlan — «U Want Me 2»
- Duffy — «Rain On Your Parade»
- Kings of Leon — «Use Somebody»

2009
- Paloma Faith — «Stone Cold Sober»
- Beyoncé — «Broken-Hearted Girl»
- Shakira — «Did It Again»[7] / «Lo Hecho Está Hecho»
- Pink — «I Don't Believe You»
- Shakira — «Give It Up to Me»[8]
- Broken Bells — «The High Road»

2010
- Sade — «Soldier of Love»
- Sade — «Babyfather»
- Armin van Buuren vs. Sophie Ellis-Bextor — «Not Giving Up»
- Cheryl Cole — «Promise This»
- Cheryl Cole — «The Flood»
- Brandon Flowers — «Only the Young»
- Kings of Leon — «Radioactive»

2011
- The Kills — «Satellite»
- Элли Голдинг — «Lights»
- Noah and the Whale — «L.I.F.E.G.O.E.S.O.N.»
- Birdy — «Skinny Love»

2012
- Alicia Keys — «Girl on Fire»
- No Doubt — «Settle Down»
- Beyoncé — «I Was Here»
- No Doubt — «Push and Shove»
- Labrinth featuring Emeli Sandé — «Beneath Your Beautiful»

2013
- Rihanna — «Stay»
- Tom Odell — «Hold Me»
- Garbage & Screaming Females — «Because the Night»
- Lana Del Rey — «Young and Beautiful»
- P!nk featuring Lily Allen — «True Love»
- Sophie Ellis-Bextor — «Wanderlust. Album Trailer»
- Sophie Ellis-Bextor — «Young Blood»
- Birdy — «Wings»

2015
- Selena Gomez — «Good for you»
- One Direction — «Perfect»
- Garbage – "The Chemicals"
- Misty Miller – "Happy"
- Gwen Stefani – "Used to Love You"

2016
- Gwen Stefani – "Make Me Like You"
- The Kills – "Heart Of A Dog"
- Gwen Stefani – "Misery"
- Sophie Ellis-Bextor – Familia (трейлер к альбому)
- Sophie Ellis-Bextor – "Come With Us"
- Sophie Ellis-Bextor – "Crystallise"
- Gwen Stefani – "Kuu Kuu Harajuku" (Theme Song Music Video)·
- Noah Cyrus – "Make Me (Cry)"

2017
- Wolf Alice - "Don't Delete the Kisses"
- Sophie Ellis-Bextor – "Wild Forever"
- London Grammar - "Big Picture"
- The Kills - "Whirling Eye"
- Tim McGraw & Faith Hill - "Speak to a Girl"
- Sophie Ellis-Bextor – "Death of Love"
- Morrissey - "Spent the Day in Bed"
- Bebe Rexha feat. Florida Georgia Line - "Meant to Be"

2018
- Kylie Minogue - "Dancing"
- Julia Michaels - "Heaven"
- Echosmith - "Over My Head"
- Kylie Minogue - "Stop Me from Falling" (Remix)
- Pete Yorn & Scarlett Johansson - "Bad Dreams"
- Kylie Minogue - "Golden"
- Bebe Rexha - "I'm A Mess"

2024
- Kylie Minogue — "Lights Camera Action"